# 3-ピリジルニコチンアミド
3-ピリジルニコチンアミド(3-pyridylnicotinamide)または、N-(ピリジン-3-イル)ニコチンアミド(N-(pyridin-3-yl)nicotinamide)は、ニコチノイルクロリドと3-アミノピリジンの反応で合成される捻じれたジピリジンである。異性体である4-ピリジルニコチンアミドのように、ピリジン環の窒素原子は、その孤立電子対を金属カチオンに供出して、金属中心同士を繋ぎ、配位高分子の二座の配位子として作用する。ガス吸収能を持ちうる配位高分子に用いられる。